# Feliks Żuber

Zawiadomienie o śmierci Feliksa Żubera przesłane rok po egzekucji

Feliks Grzegorz Żuber (ur. 17 listopada 1905, zm. 20 lub 21 czerwca 1940) – polski lekkoatleta, olimpijczyk.

## Życiorys
Podporucznik rezerwy piechoty. Ukończył Wyższą Szkołę Handlową w Warszawie. Od 1934 pracował w Fabryce Karabinów Państwowej Wytwórni Uzbrojenia w Warszawie.
Od 1925 startował w barwach Warszawianki. Specjalizował się w biegach na 100,200 i 400 metrów. Pięciokrotnie stawał na podium Mistrzostw Polski, w 1928 został Mistrzem Polski w sztafecie 4 × 100 m.
W 1928 reprezentował Polskę na Igrzyskach Olimpijskich w Amsterdamie (400 m). Od 1930 pełnił funkcję kierownika sekcji lekkoatletycznej w Warszawiance.
Aresztowany 30 marca 1940 został osadzony na Pawiaku, 20 lub 21 czerwca 1940 wywieziony do Palmir i rozstrzelany w ramach Akcji AB (m.in. z Januszem Kusocińskim i Tomaszem Stankiewiczem).

## Rekordy życiowe
- 400 m – 51.0 (1929)
- 800 m – 1:59.8 (1929)